# Thomas Mun
Thomas Mun (Londra, 1571 – Londra, 1641) è stato un economista e commerciante inglese, autore di scritti economici e Capo della Compagnia Inglese delle Indie Orientali. È considerato "l'ultimo dei primi mercantilisti".
Mun inizia la sua carriera commerciando nel Mar Mediterraneo. Successivamente si stabilisce a Londra, accumulando una larga fortuna. Nel 1622, diventa membro della Commissione Permanente sul Commercio e del Comitato della Compagnia Inglese delle Indie Orientali, di cui diventerà anche Capo. La sua direzione della Compagnia coincide con un periodo di forte scarsità di argento in Inghilterra. Paradossalmente, Mun si troverà a difendere fra forti polemiche proprio la pratica della Compagnia di esportare ampie quantità di argento.
Nel 1621 pubblica A Discourse of Trade from England unto the East Indies, un lavoro che in larga parte è una difesa delle consuetudini della Compagnia. Mun è però ricordato soprattutto per il suo England's Treasure by Foreign Trade: probabilmente scritto intorno al 1630, viene dato alle stampe solo nel 1664, "pubblicato per il bene comune da suo figlio John" (come recita l'intestazione) e dedicato al Conte Thomas di Southampton, l'allora Tesoriere del Re.
Nonostante Mun sia spesso comparato al mercantilista Josiah Child, England's Treasure è considerato un ripudio delle idee di Gerard de Malynes. Mun considera il commercio come l'unico modo utile per l'Inghilterra per incrementare la propria ricchezza e suggerisce alcune politiche per raggiungere l'obbiettivo, come:
- consumare beni in maniera parsimoniosa, in modo da aumentare l'ammontare di beni disponibili per l'esportazione;
- aumentare lo sfruttamento delle risorse naturali domestiche, in maniera tale da diminuire le importazioni;
- abbassare i dazi sulle esportazioni di prodotti domestici, ma prodotti con materiale importato;
- difendere le proprie esportazioni con una domanda inelastica, affinché potessero crescere i prezzi e potesse essere prodotta più moneta.

England's Treasure by Foreign Trade è inoltre il primo testo in cui viene enunciata la teoria del pareggio nel commercio internazionale e in cui viene riconosciuta l'esportazione di servizi (o "beni invisibili") come voce importante del commercio.

## Opere
- 1621 - A Discourse of Trade from England unto the East Indies
- 1664 - England's Treasure by Foreign Trade